# Passage (игра)
Passage — компьютерная игра — произведение искусства на тему memento mori. Создана Джейсоном Рорэром, который настаивает на том, чтобы в игру поиграли (и до конца) прежде, чем читать любые её описания, за исключением описания управления: основой игры являются эмоции, испытываемые играющим. Выпущена как общественное достояние (public domain).
Весь игровой процесс длится 5 минут, управление — только стрелками.
Следующая игра в серии — Gravitation, третья версия которой была выпущена 3 марта 2008 года.

## Графика
Игра предназначена быть произведением искусства, и использует сильно пикселизированную графику, чтобы не отвлекать от процесса. При этом персонажи игры нарисованы по образу автора и его жены.
Игра полностью создана лично Рорэром с использованием mtPaint и Simple DirectMedia Layer.

## Отзывы и мнения
| Награды              | Награды                                                                                 |
| Издание              | Награда                                                                                 |
| -------------------- | --------------------------------------------------------------------------------------- |
| Rock, Paper, Shotgun | Рейтинг лучших свободных игр всех времён на персональных компьютерах (2016), 50-е место |